# إنبروفيللين
إنبروفيللين Enprofylline من مشتقات الكزانتين يستخدم لعلاج الربو, حيث يعمل كموسع قصبي. يعمل كمثبط تنافسي غير انتقائي للفوسفو دي استيراز وله فعالية خفيفة كمناهض غير انتقائي لمستقبلات الأدينوزين.